# Bressanvido
Bressanvido (Bresanvido in veneto) è un comune italiano di 3 105 abitanti della provincia di Vicenza in Veneto.

## Geografia fisica
Il comune di Bressanvido è formato dai due abitati di Bressanvido (capoluogo) e di Poianella (frazione), quest'ultima con un numero maggiore di abitanti. Si trova sul confine orientale della provincia di Vicenza, ad un'altitudine variabile tra i 47 e 64 m sul livello del mare, sulla pianura alluvionale formata dai detriti del fiume Brenta. La zona è particolarmente ricca d'acqua, con una rete di falde a pochi centimetri dalla superficie del terreno e un notevole numero di risorgive che alimentano una serie di canali che confluiscono nelle rogge Tergola, Lirosa e Usellino.

## Storia

### Toponimi
Braidum deriva dal latino Preadium o dal tedesco Breit ed indica un fondo rustico rurale.
Il nome "Poianella" (in lingua veneta Pojanea) è registrato per la prima volta nel 1261 nell'archivio di Stato di Vicenza in cui si nomina un certo Francesco Pegoraro di Poianella. La probabile origine etimologica deriva dallo sloveno poljana che significa "prato paludoso".

### Medioevo
Il nome "Bressanvido" compare per la prima volta in un documento datato 983, fatto redigere dal Vescovo di Vicenza Rodolfo in cui donava il possesso di un importante possedimento - con le cappelle da esso dipendenti - ai monaci benedettini dell'abbazia dei Santi Felice e Fortunato di Vicenza: In braydo S. Viti curtes quator cum plebe et capellis. Nelle citazione appare, stranamente, anche la pieve - che comportava una giurisdizione ecclesiastica normalmente soggetta al vescovo - e questo comportò, in tempi successivi, delle liti tra abbazia e diocesi. 
Alla fine del XIII secolo alla pieve di Bressanvido erano soggette le cappelle di Santa Maria di Pozzoleone e di Santo Stefano di Lupia.
Verso la metà del Trecento. il territorio di Bressanvido fu sottoposto, sotto l'aspetto amministrativo, al Vicariato civile di Marostica e tale rimase, anche sotto la dominazione viscontea e veneziana, sino alla fine del XVIII secolo.

### Prima guerra mondiale
A Poianella nel giugno 1918 arriva la 2ª Sezione SVA che resta fino al 5 dicembre ed il 4 ottobre 1918 la 83ª Squadriglia che resta fino al 25 marzo 1919 ed il XXIV Gruppo fino alla fine del conflitto.

### Simboli
Lo stemma comunale è diviso in due parti: la parte a sinistra rappresenta la storia del comune mentre la parte destra l'economia.
Nella parte sinistra è rappresentata una croce rossa a ricordo dei monaci benedettini che abitarono il paese fino al 1806 quando iniziò la requisizione dei beni ecclesiastici ad opera di Napoleone. Il castello indica la presenza di un castello del signore del paese.
Nella parte destra sono disegnati in alto una spiga di frumento e una pannocchia di mais, in basso un bue dorato su un prato.

## Monumenti e luoghi d'interesse
- Chiesa parrocchiale di Bressanvido
- Chiesa di Poianella
- Oratorio di San Benedetto
- Oratorio di San Rocco
- Villa Mezzalira detta del Viceré
- Casa Mezzalira
- Villa Girardi (sede del Municipio)
- Villa Pagiusco

## Società

### Evoluzione demografica
Abitanti censiti

## Cultura

### Associazioni culturali
- Comitato per le risorgive: ha iniziato la sua attività nel 2003 e si propone di promuovere la conoscenza, tutela, valorizzazione e riqualificazione degli ambienti di risorgiva.
- Pro loco di Bressanvido.

### Eventi
- Festa della transumanza: è la manifestazione più importante organizzata dalla Pro Loco di Bressanvido e si effettua il penultimo fine settimana di settembre. La migrazione, che riguarda circa 250 bovini, inizia il sabato partendo dalla Malga V lotto Marcesina a Enego (Altopiano dei Sette Comuni), passa per Gallio e arriva in serata a Conco in località Bocchetta Galgi, all'estremità dell'altopiano dei Sette Comuni. La domenica mattina riparte iniziando la discesa dai monti fino a giungere in pianura, dove attraversa i comuni di Marostica, Nove, la frazione Scaldaferro di Pozzoleone e fermandosi poi a Poianella, dove le mucche più anziane vengono addobbate. Infine la mandria sfila per le vie di Bressanvido.
- Sagra della Visitazione della Beata Maria Vergine: prima domenica di luglio.
- Sagra di Santa Cristina: a Poianella, a fine luglio.

## Geografia antropica
L'unica frazione del comune di Bressanvido è Poianella.
Altre località o contrade sono: la Zona Artigianale, la Zona Cogo-turco, la Zona Barbiero-facco-baldisseri, la Zona Campagnolo-grendene, le Famiglie Baldisseri.

## Amministrazione
| Periodo | Periodo   | Primo cittadino   | Partito | Carica  | Note |
| ------- | --------- | ----------------- | ------- | ------- | ---- |
| 2019    | in carica | Luca Franzé       |         | Sindaco |      |
| 2014    | 2019      | Giuseppe Bortolan |         | Sindaco |      |
| 2009    | 2014      | Giuseppe Bortolan |         | Sindaco |      |